# Копер (Словенія)
Ко́пер (словен. Koper словен.: [ˈkoːpəɾ] ( прослухати), італ. Capodistria, хорв. Kopar) — місто в Словенії, на півострові Істрія, на узбережжі Піранської затоки Адріатичного моря.
Населення міста — 23 726 осіб, з передмістям — 47 539 осіб (2002).

## Загальні відомості

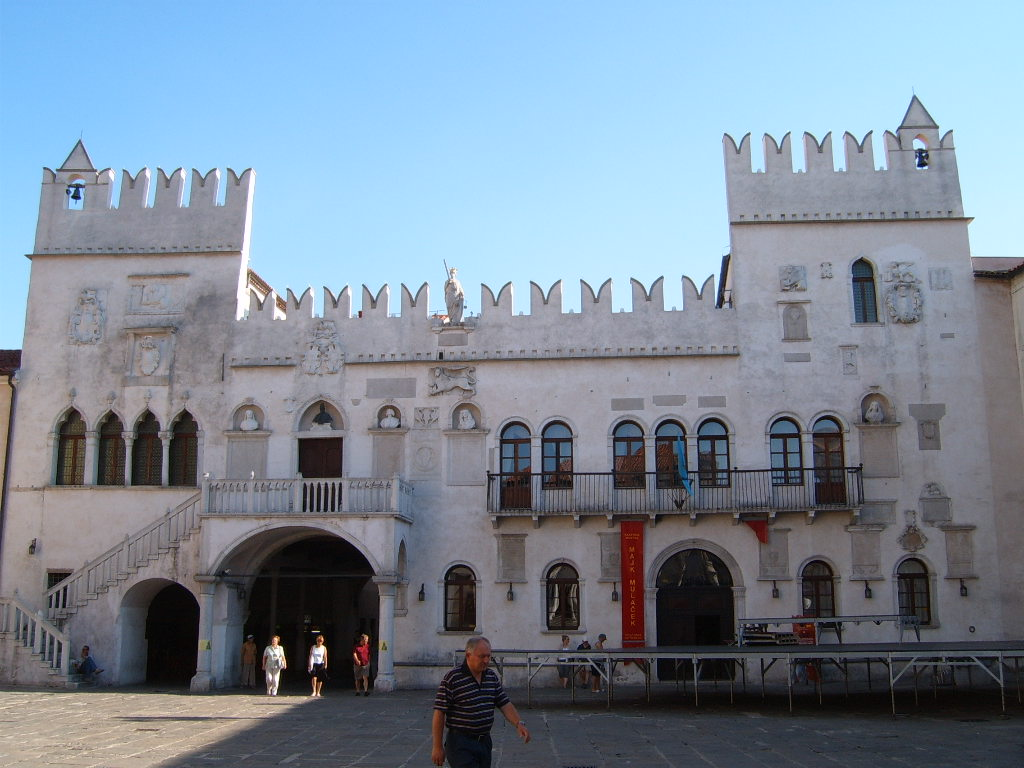
Преторійський палац

Копер — найбільше місто тридцятикілометрової смуги словенського узбережжя. Місто розташоване в безпосередній близкості від італійського кордону і міста Трієст, інші прибережні словенські міста — Ізола (Izola), Піран (Piran) і Порторож (Portorož) — витягнулись ланцюжком на південь від Копера.
Округ Копер офіційно двомовний, італійська мова зрівняна у правах зі словенською. Незважаючи на суттєву еміграцію італійців з Істрії в Італію в роки існування Югославії, італійське населення міста перевищує 10 %.
У Копері розташований єдиний у Словенії торговий порт.
Місто сполучене новою сучасною трасою зі столицею країни Любляною, а також прибережними дорогами з італійським Трієстом і хорватською Істрією. Регулярне автобусне сполучення з Любляною, сусідніми містами Словенії, Хорватії та Італії.
В Копері є також залізнична станція, але в порівнянні з автомобільним і морським транспортом залізничний використовується дуже мало.
Місто відоме серед любителів хорового співу, тут проводяться багато музичних і фольклорних фестивалів.

## Історія
Копер виріс з античного грецького поселення, відомого під іменем Аегіда. В римський період він отримав назву Капріс, від якого походить і сучасна назва міста.
У 568 р. в Капрісі сховалося романське населення Тергестума (Трієста) від набігу лангобардів. Деякий час місто мало назву Юстинополь — на честь імператора Візантії Юстиніана II.
У VII — VIII століттях місто пережило тяжкий період, його захоплювали франки, лангобарди і слов'янські племена. У VIII столітті в місті була утворена єпархія.

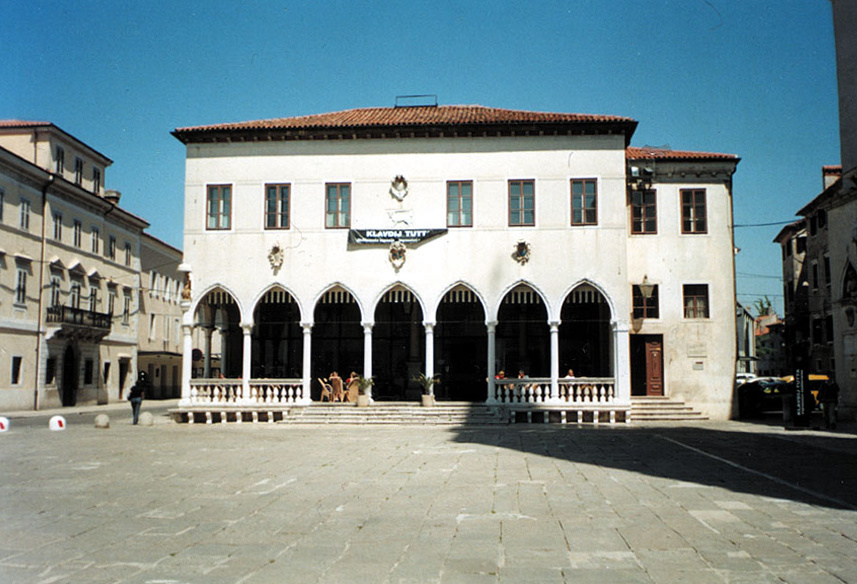
Палац Лоджії

В XI столітті місто було втягнуте у боротьбу між Венецією і Священною римською імперією. За підтримку, надану йому Копером, імператор Конрад II подарував місту деякі привілеї.
У 1278 р. місто було приєднане до Венеції.
У складі Венеційської республіки Копер пережив надзвичайний розквіт, він став найбільшим містом і портом Істрії, у зв'язку з чим був перейменований в лат. Caput Histriae (головне місто Істрії, дослівно «голова Істрії»). Від цього словосполучення походить італійська назва міста — Каподістрія.
Після розпаду Венеційської республіки у 1797 р. Копер був приєднаний до Австрії. Протягом 1805—1813 місто контролювали наполеонівські війська, а у 1813 р. Копер знову відійшов до Австрії.
Після Першої світової війни Копер разом з усім півостровом Істрія перейшов до Італії, у той час як решта Далмації увійшла до складу Королівства сербів, хорватів і словенців, пізніше Королівства Югославія.
Після Другої світової війни Копер увійшов до складу так званої Зони «B» Вільної території Трієст, яку контролювала Югославія, після чого значна частина італійського населення міста емігрувала в Італію. У 1954 р. Вільна територія Трієст перестала існувати і Копер став частиною Югославії.
Після розпаду останньої у 1991 р. місто стало частиною незалежної Словенії.

## Туристичні об'єкти
- Преторійський палац — найвідоміша будівля Копера, красивий палац у стилі венеційської готики (1464 р.). Розташований на центральній площі міста Тітов Трг.
- Палац Лоджії на площі Тітов Трг, навпроти Преторійського палацу. В будинку знаходяться кав'ярня і художня галерея. (XV століття).
- Ротонда вознесіння (XII століття) — найстаріша будівля міста.

- Катедральний собор Успіння Богоматері (XV століття). В соборі є гробниця святого Назарія — покровителя міста.
- Палаци Армерігонья, Бельграмоні-Такко, Тотто і деяких інших відомих венеційських родин.

## Спорт
У місті базується футбольна команда найсильнішої словенської ліги — ФК Копер.

## Відомі особистості
В поселенні народився:
- Мілош Беджицький (*1967) — польський поет, перекладач.
- Альфред Єрманиш (*1967) — югославський та словенський футболіст.

## Галерея

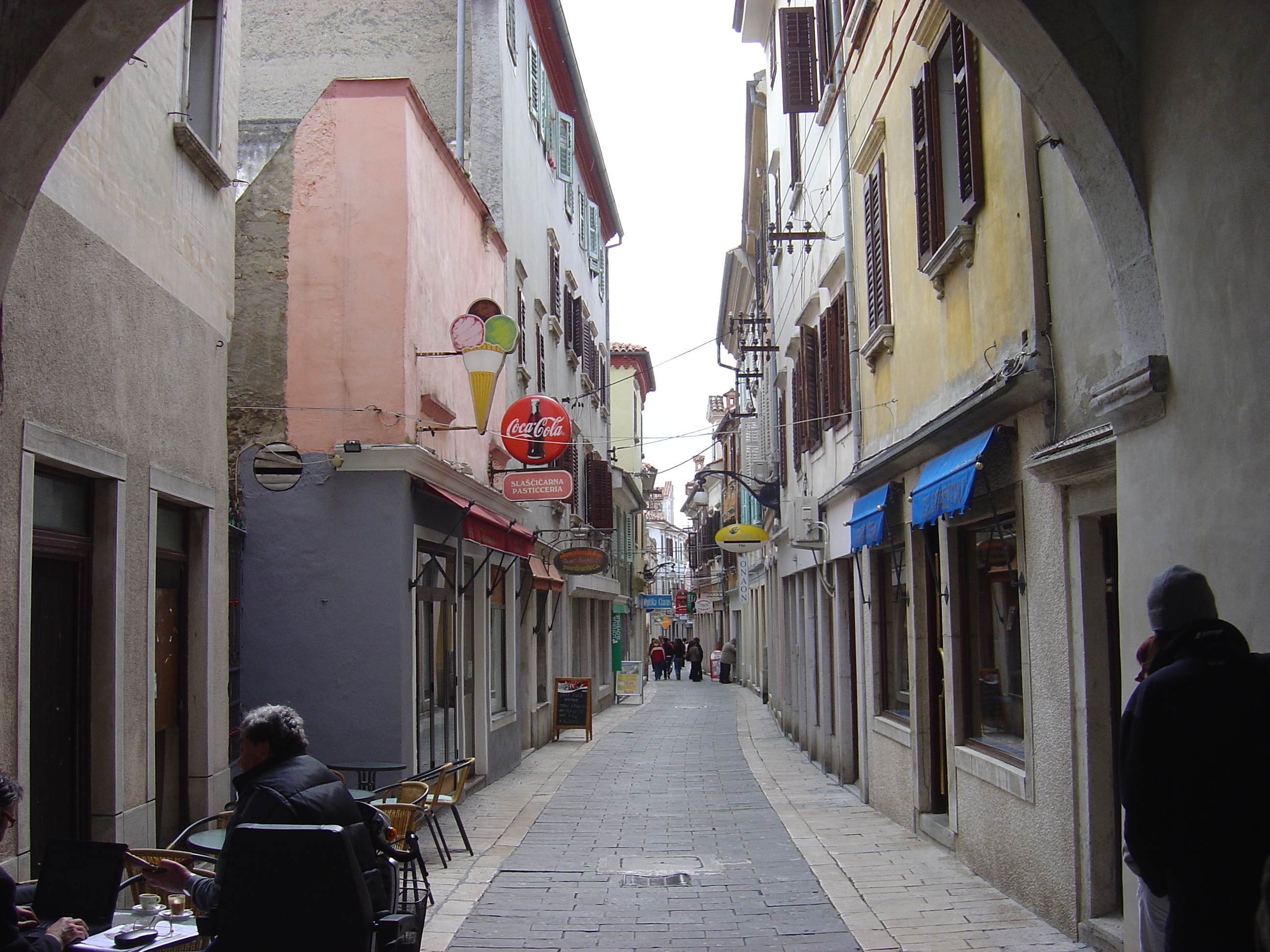
Вулички міста
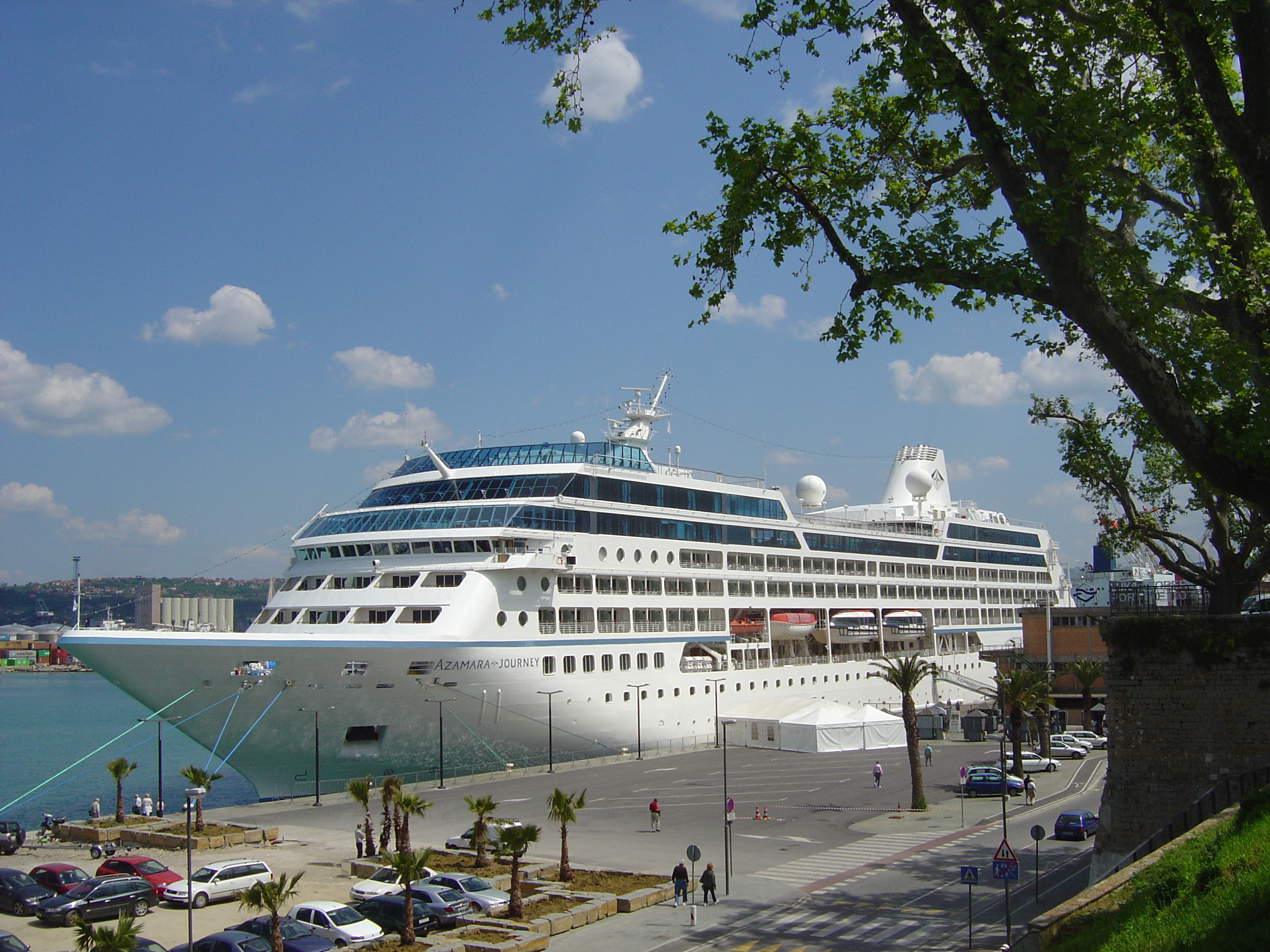
Океанський лайнер у порту міста
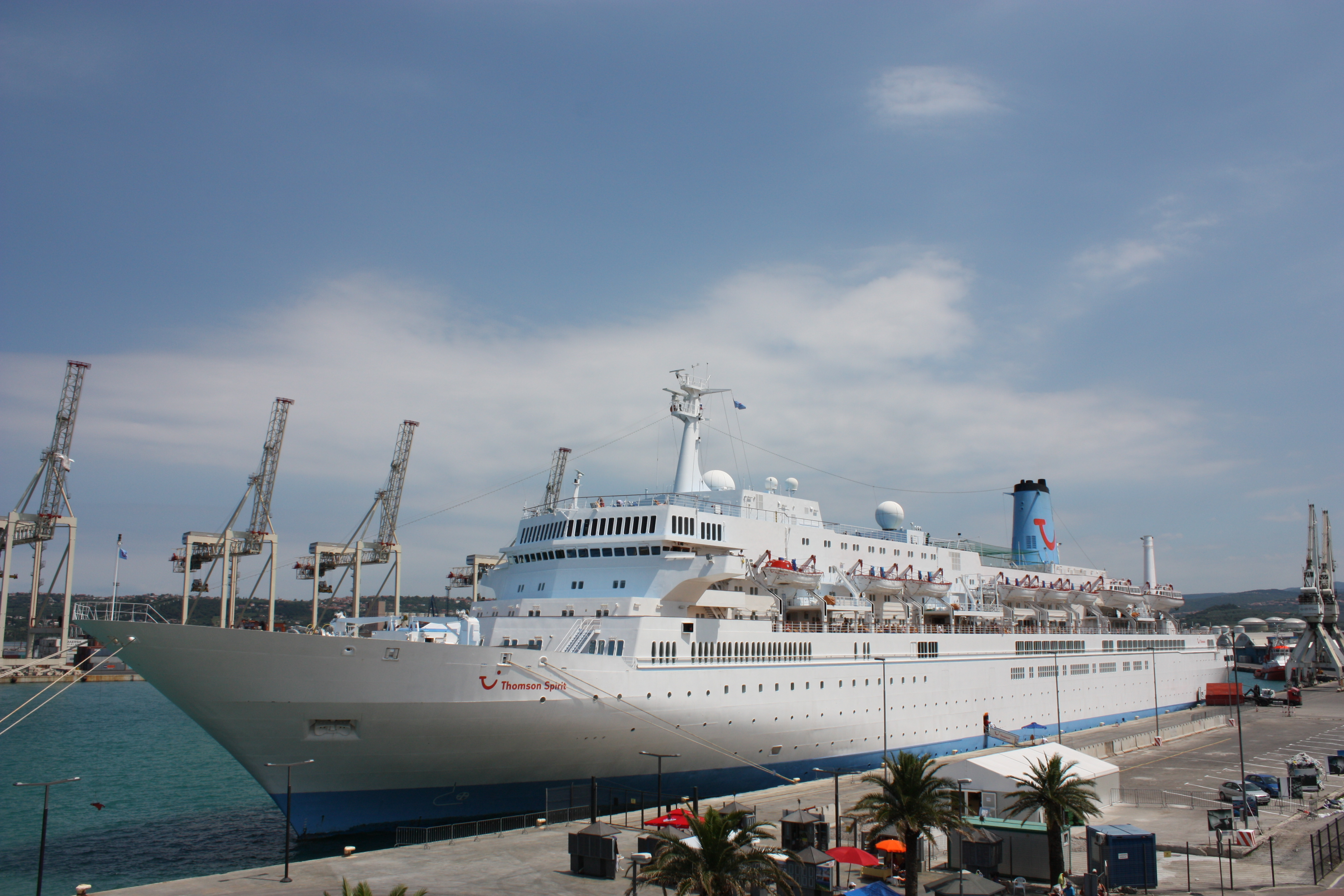
Пасажирський корабель Thomson Spirit у порту
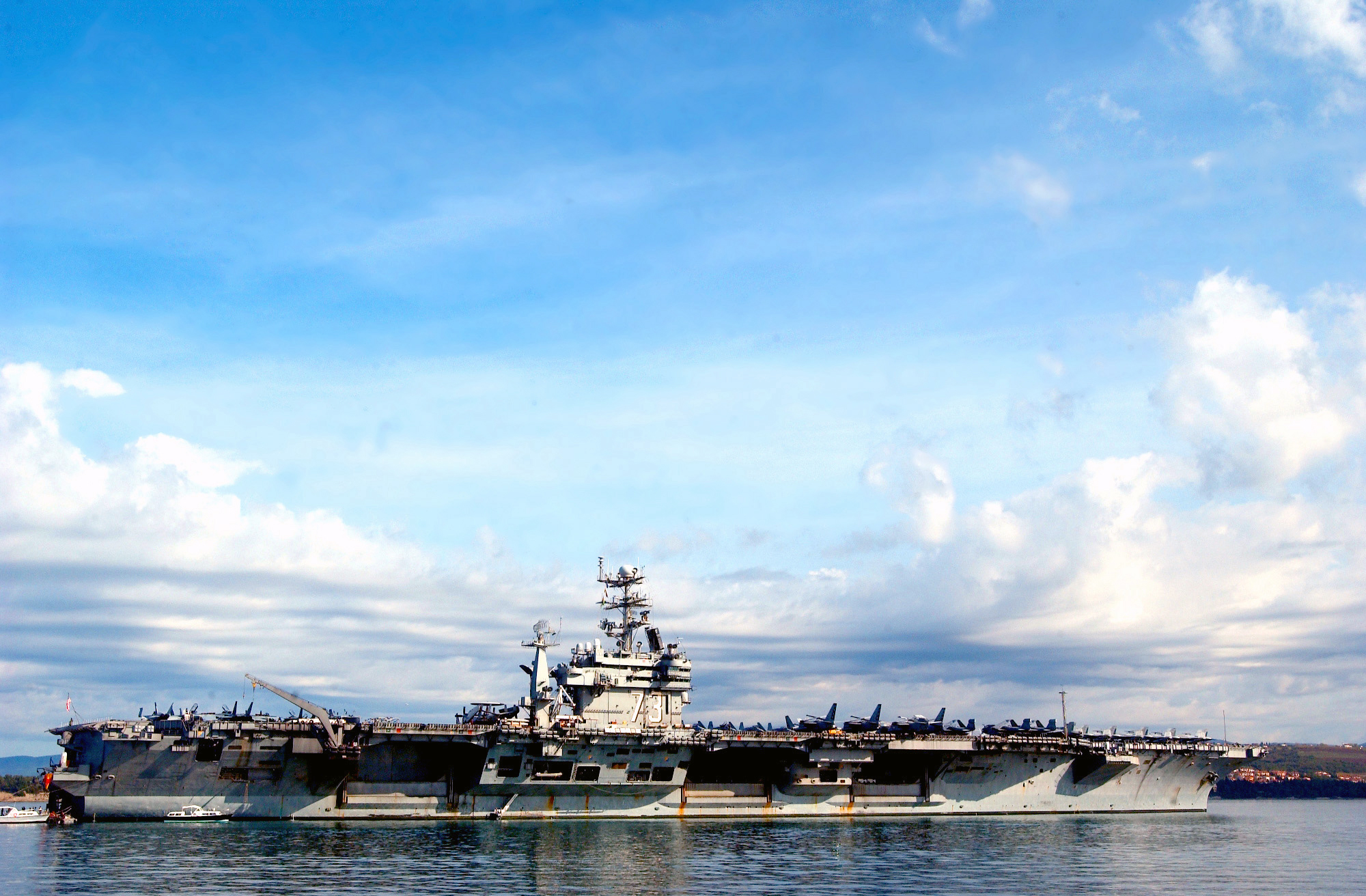
Американський авіаносець USS George Washington (CVN 73)
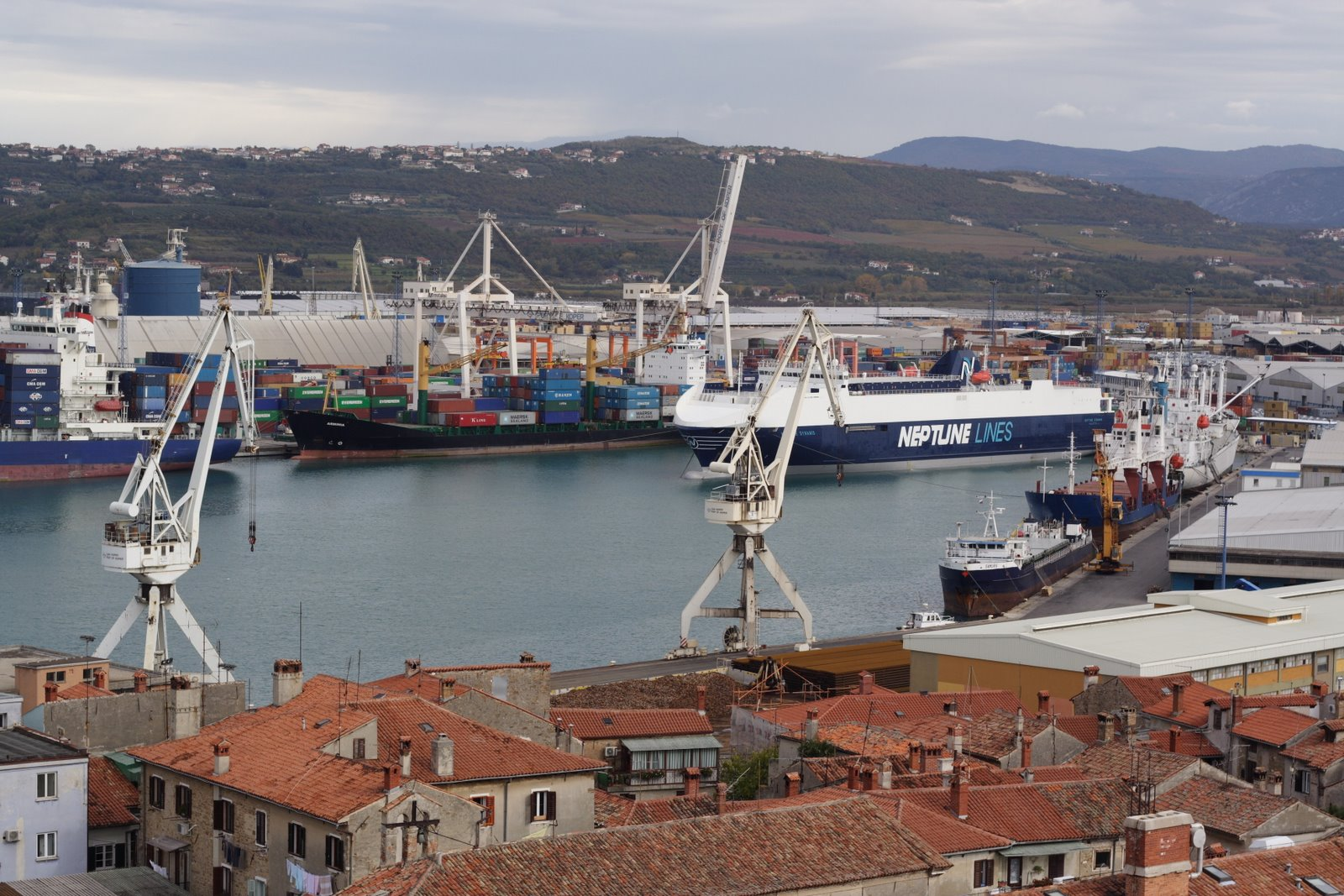
Морський порт
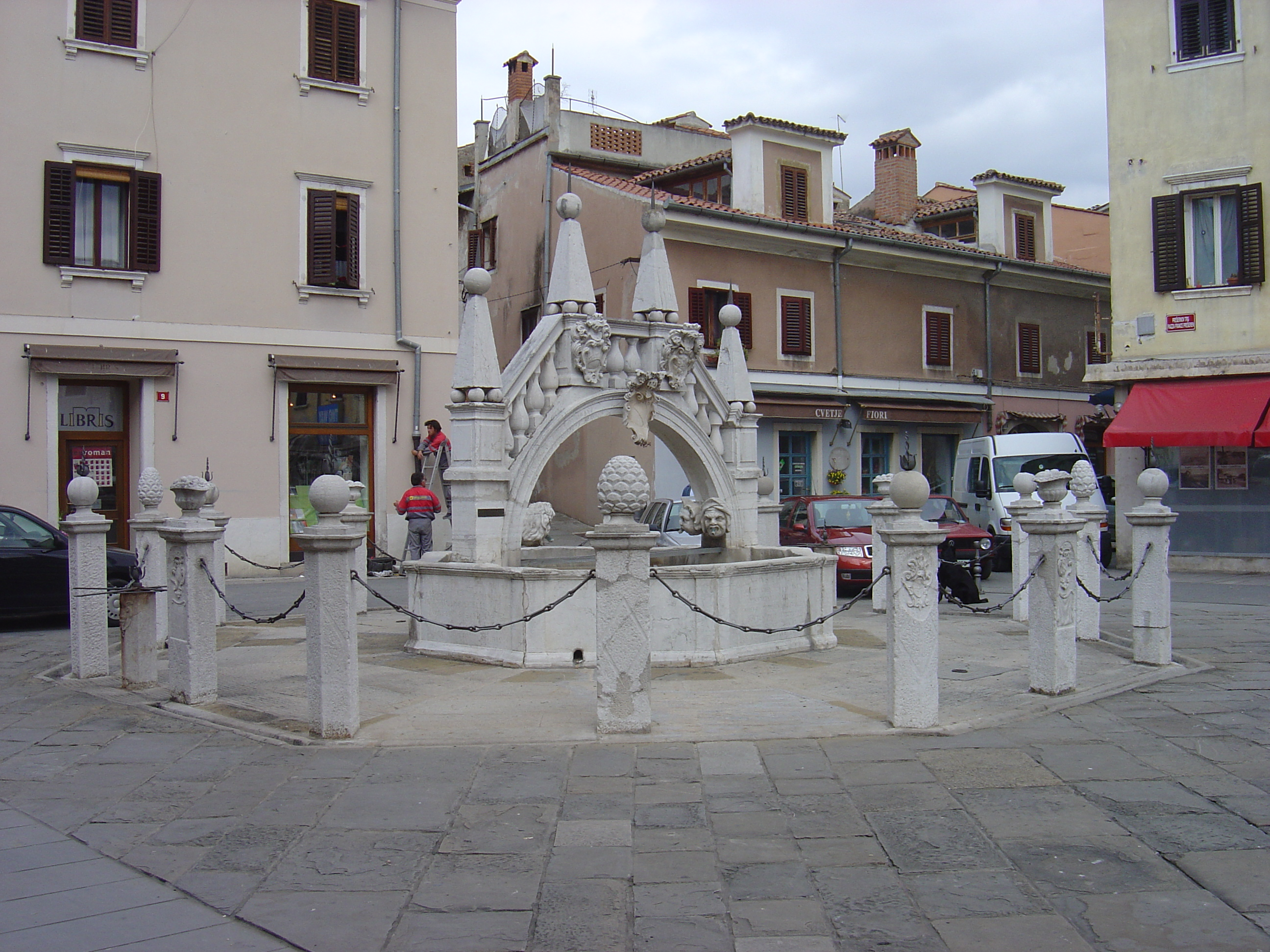
Фонтан у центрі міста
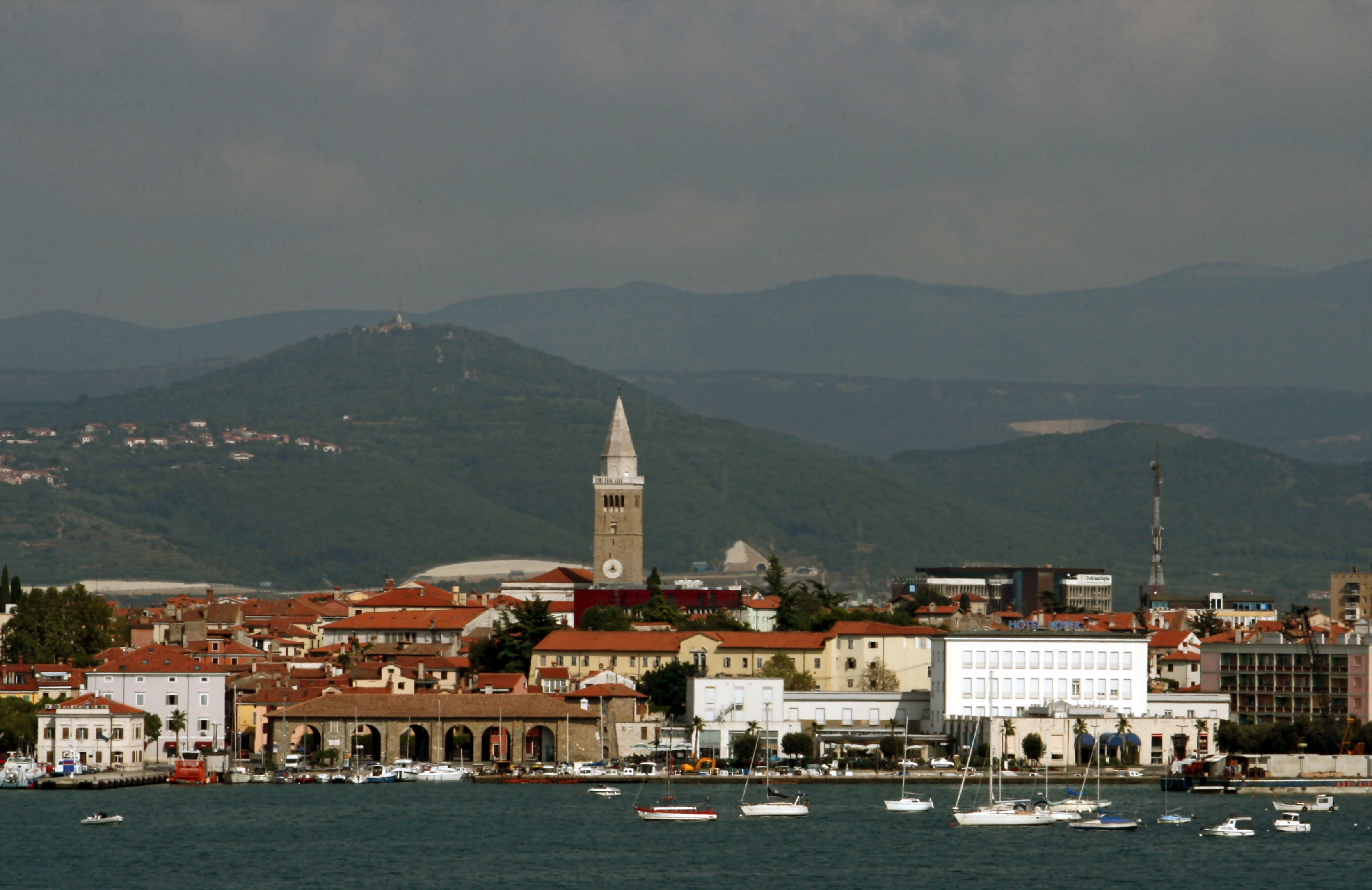
Вид на місто з моря
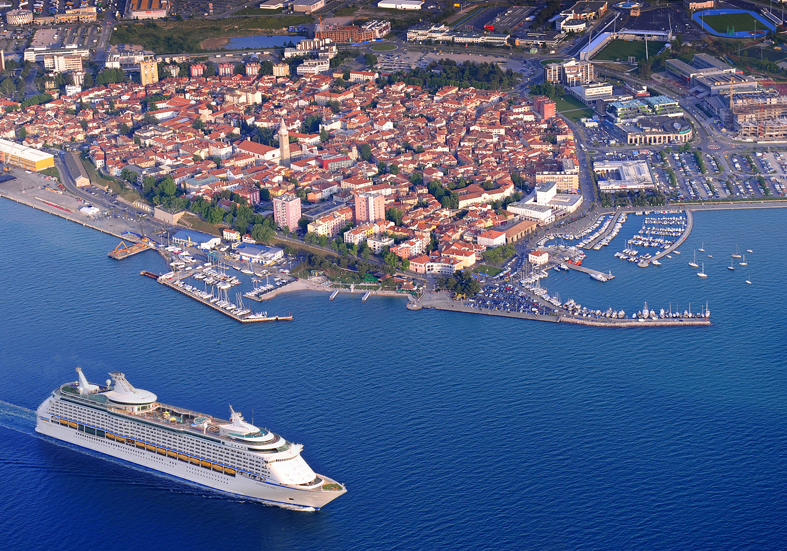
Місто з висоти пташиного польоту
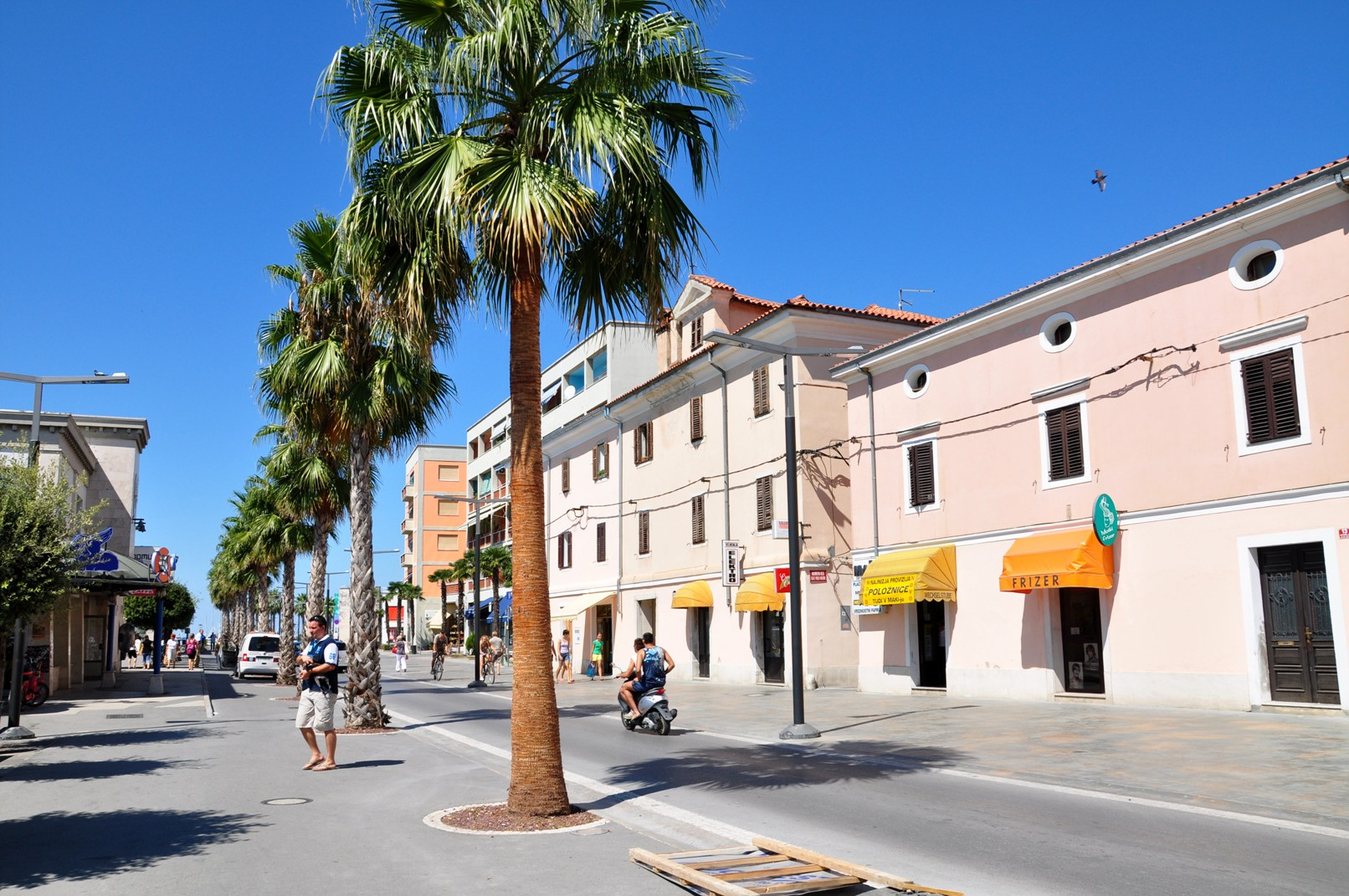
Набережна
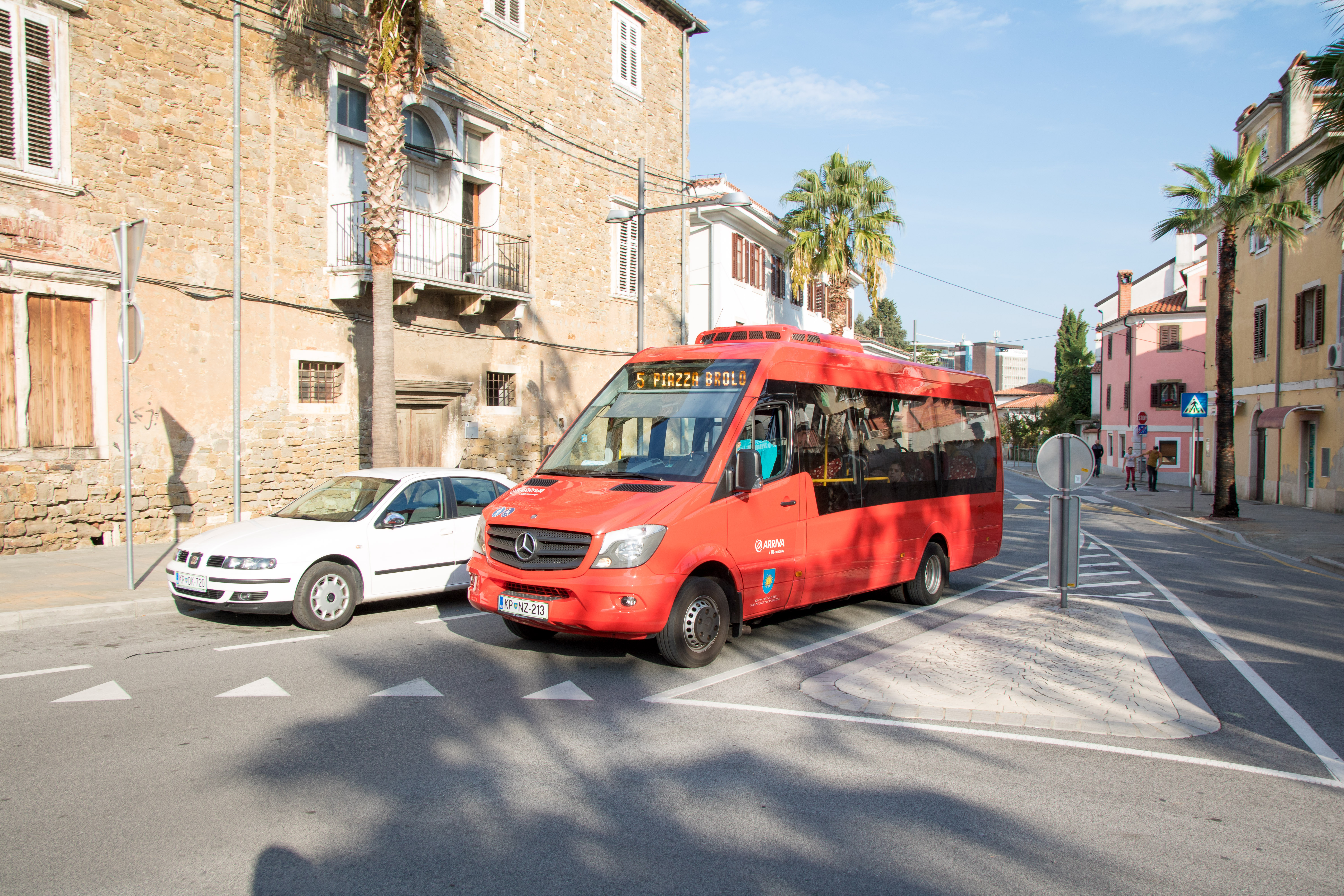
Маршрутний мікроавтобус
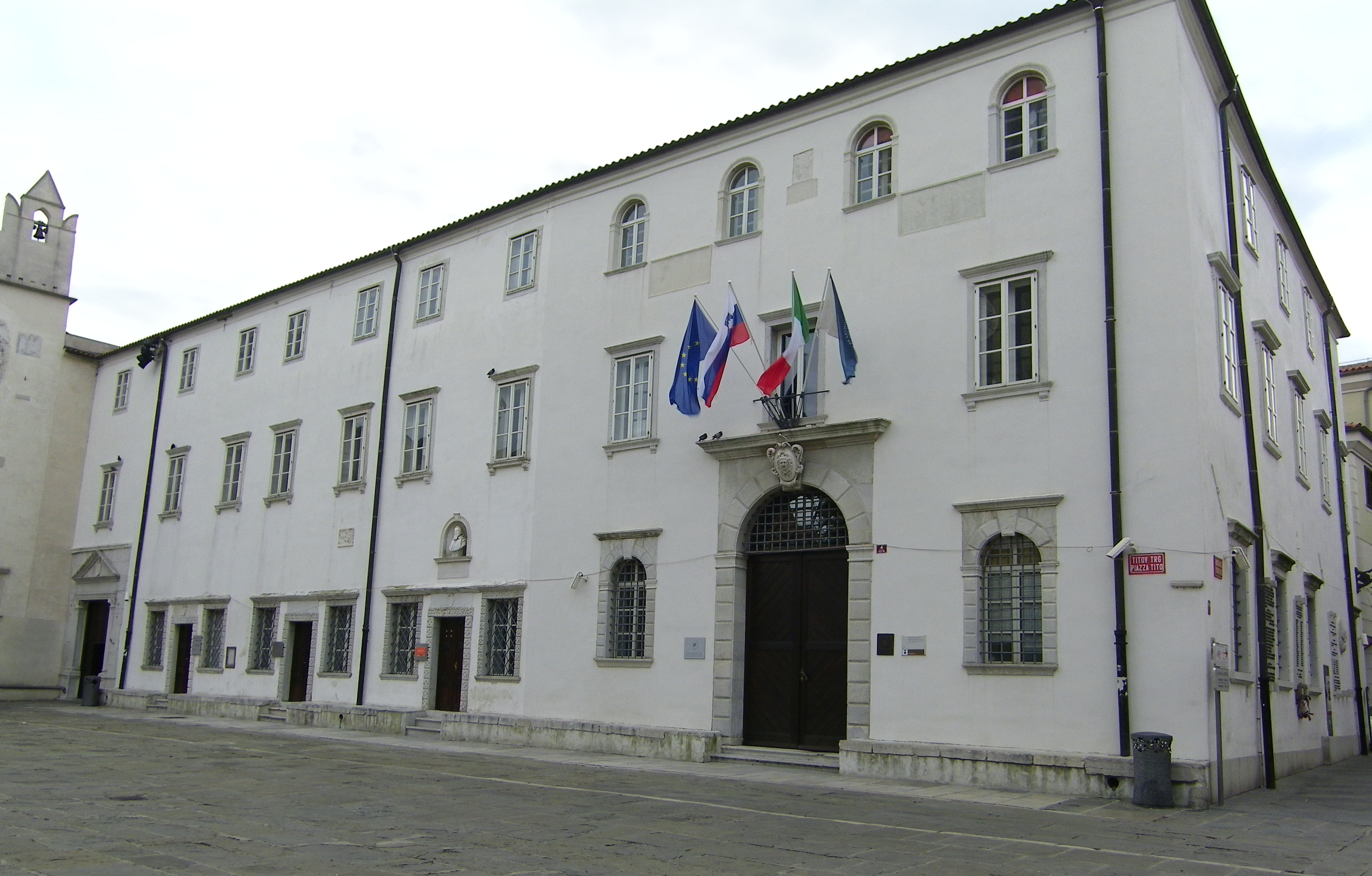
Університет
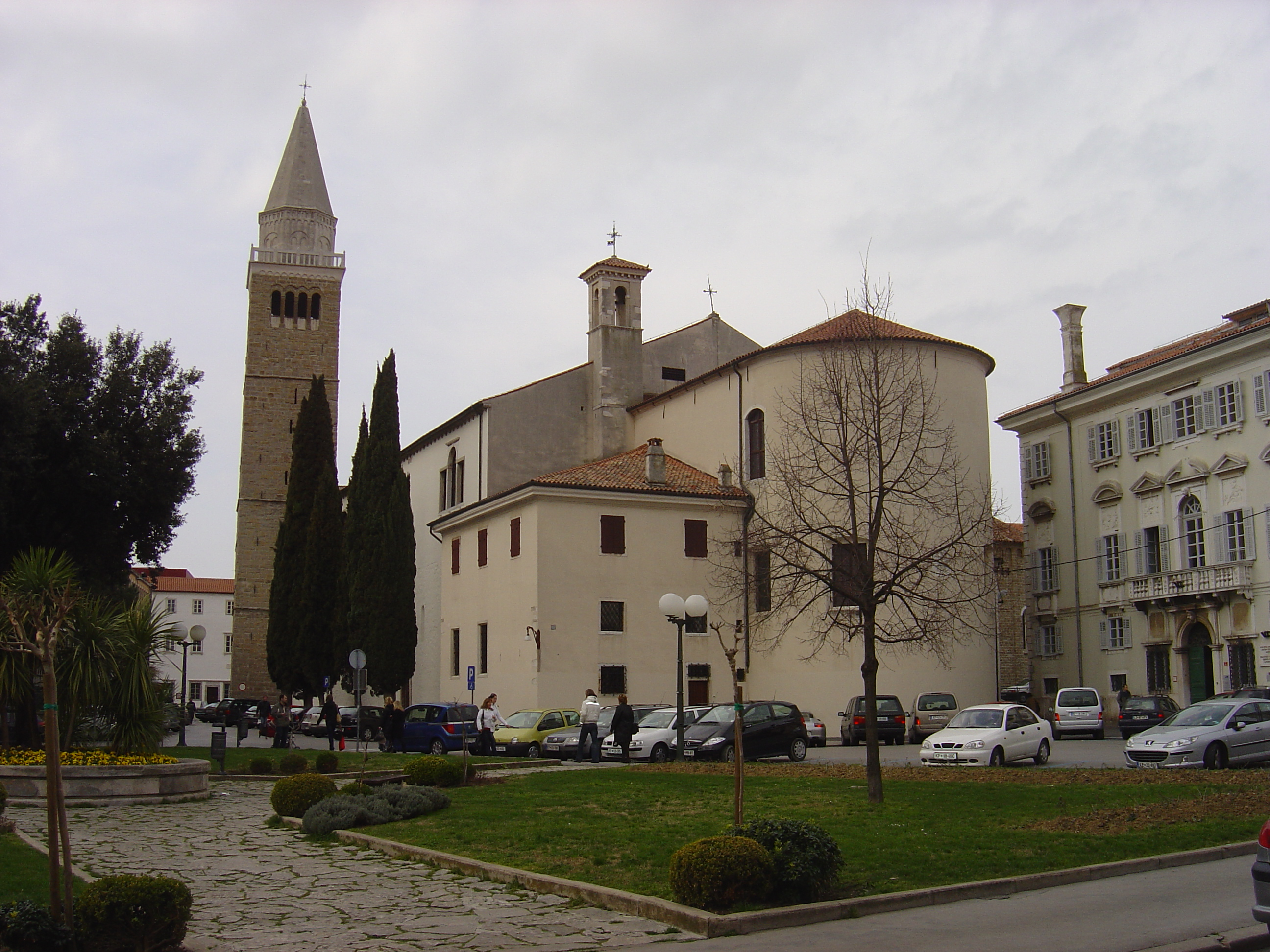
Міська башта і Собор Успіння Пресвятої Діви Марії
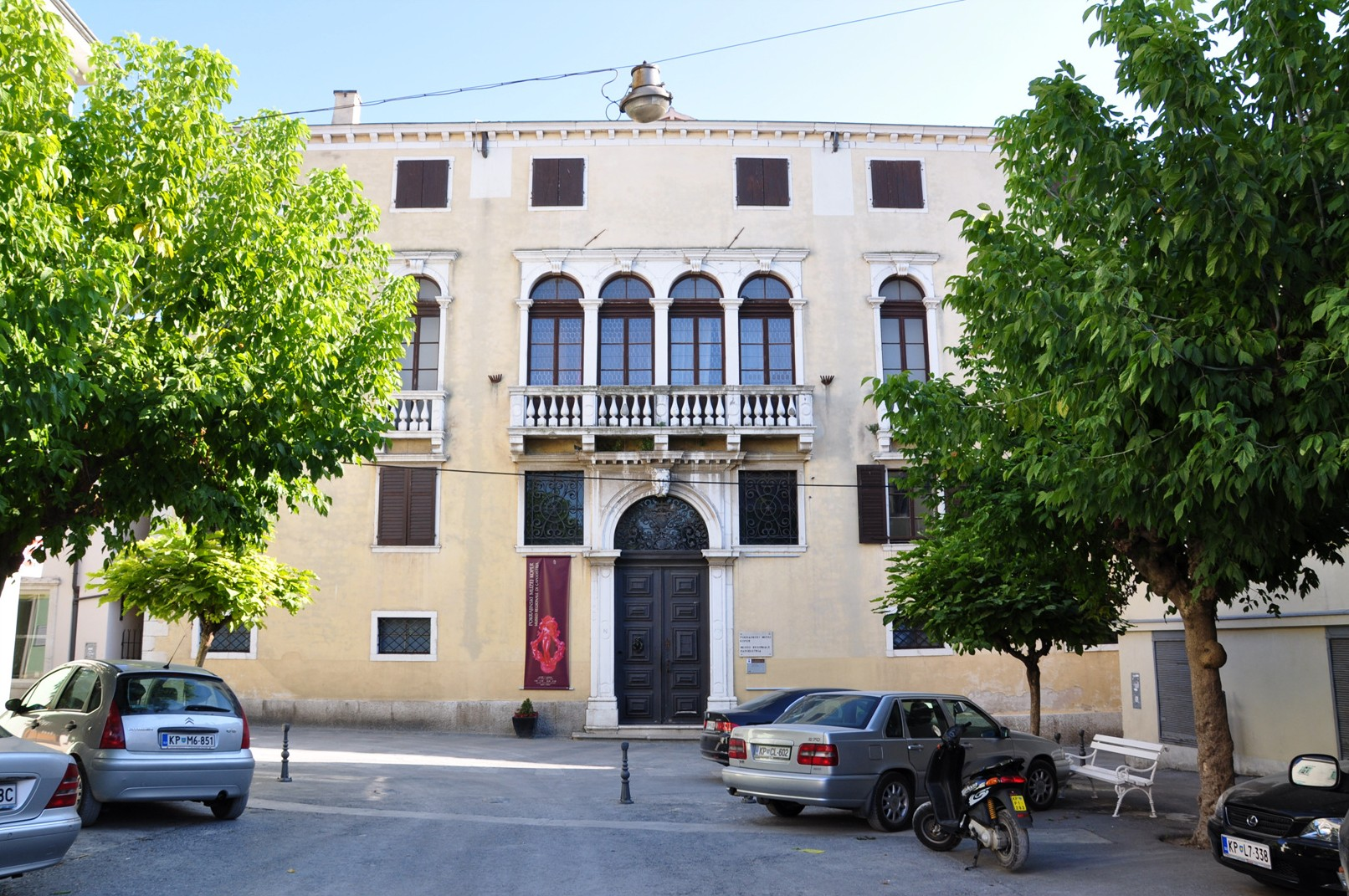
Міський музей
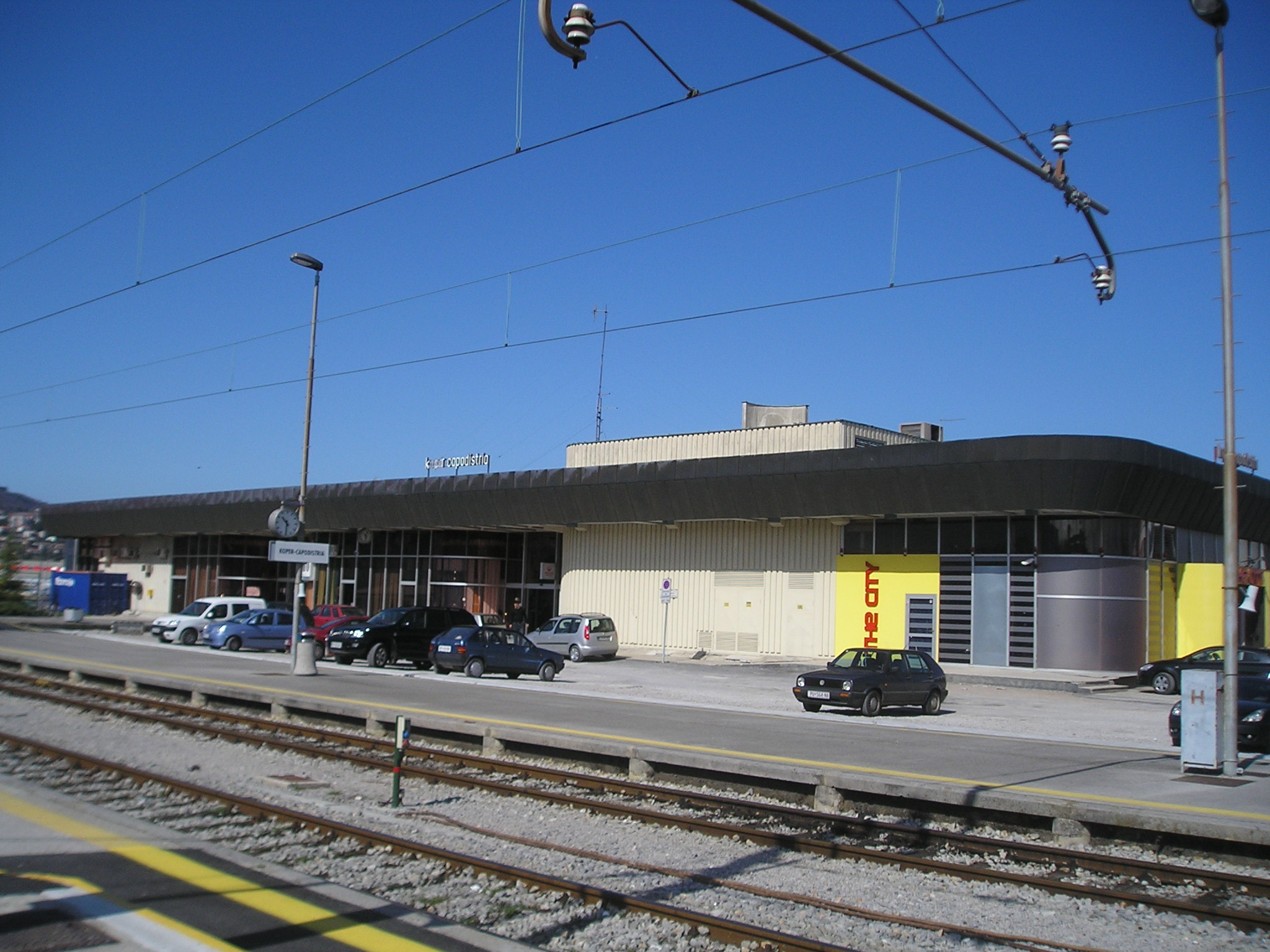
Вокзал
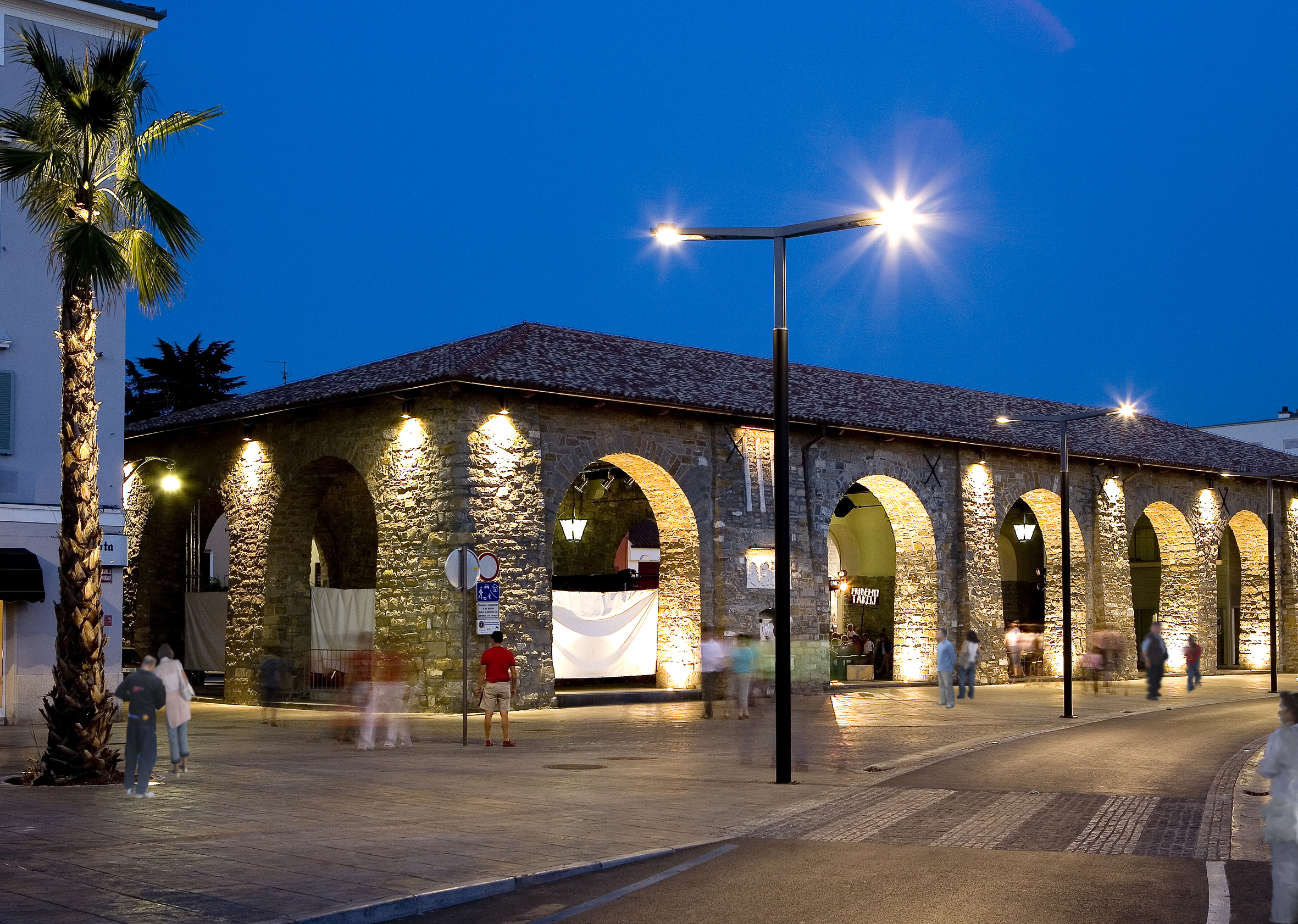
Таверна
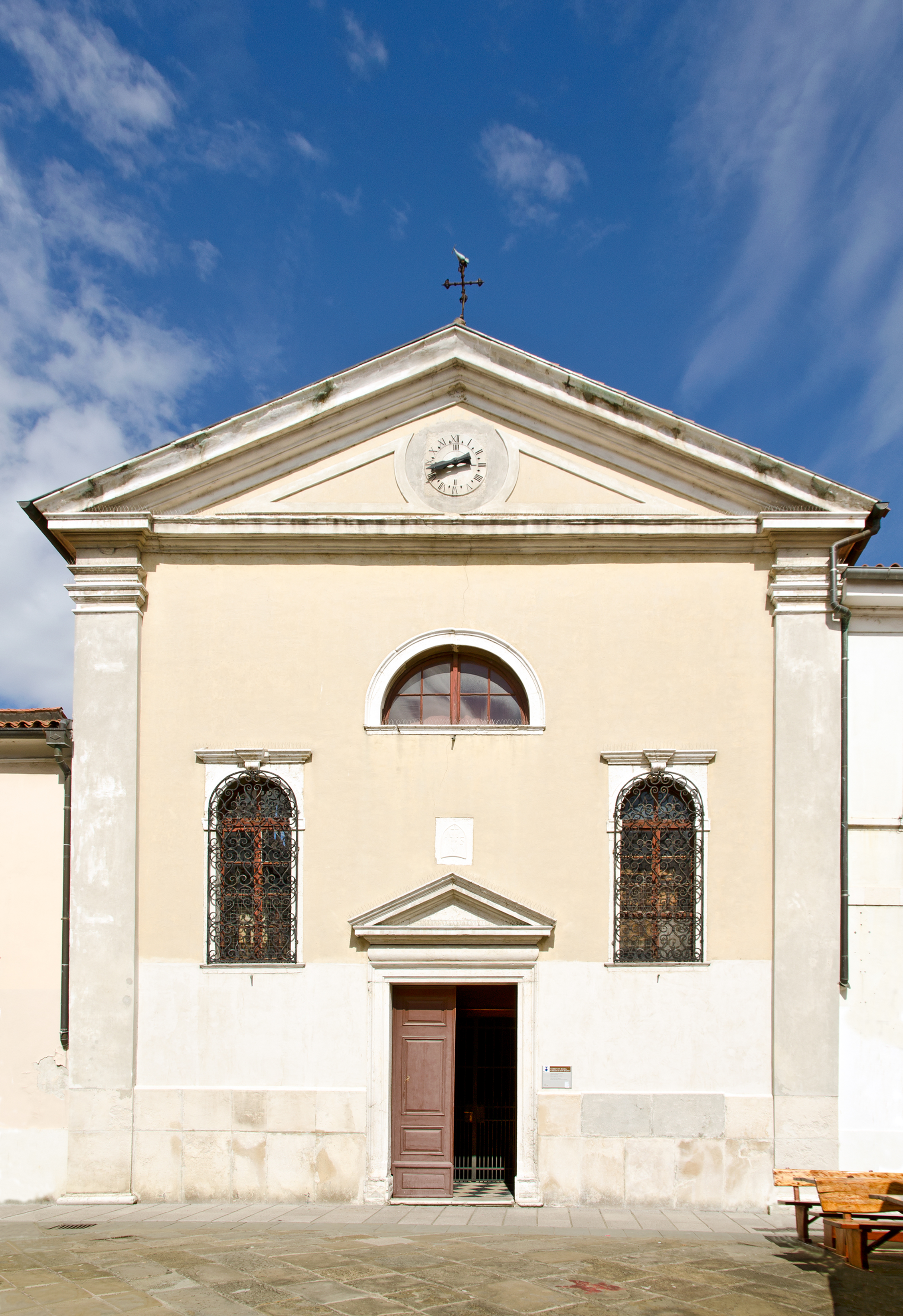
Церква святого Басса
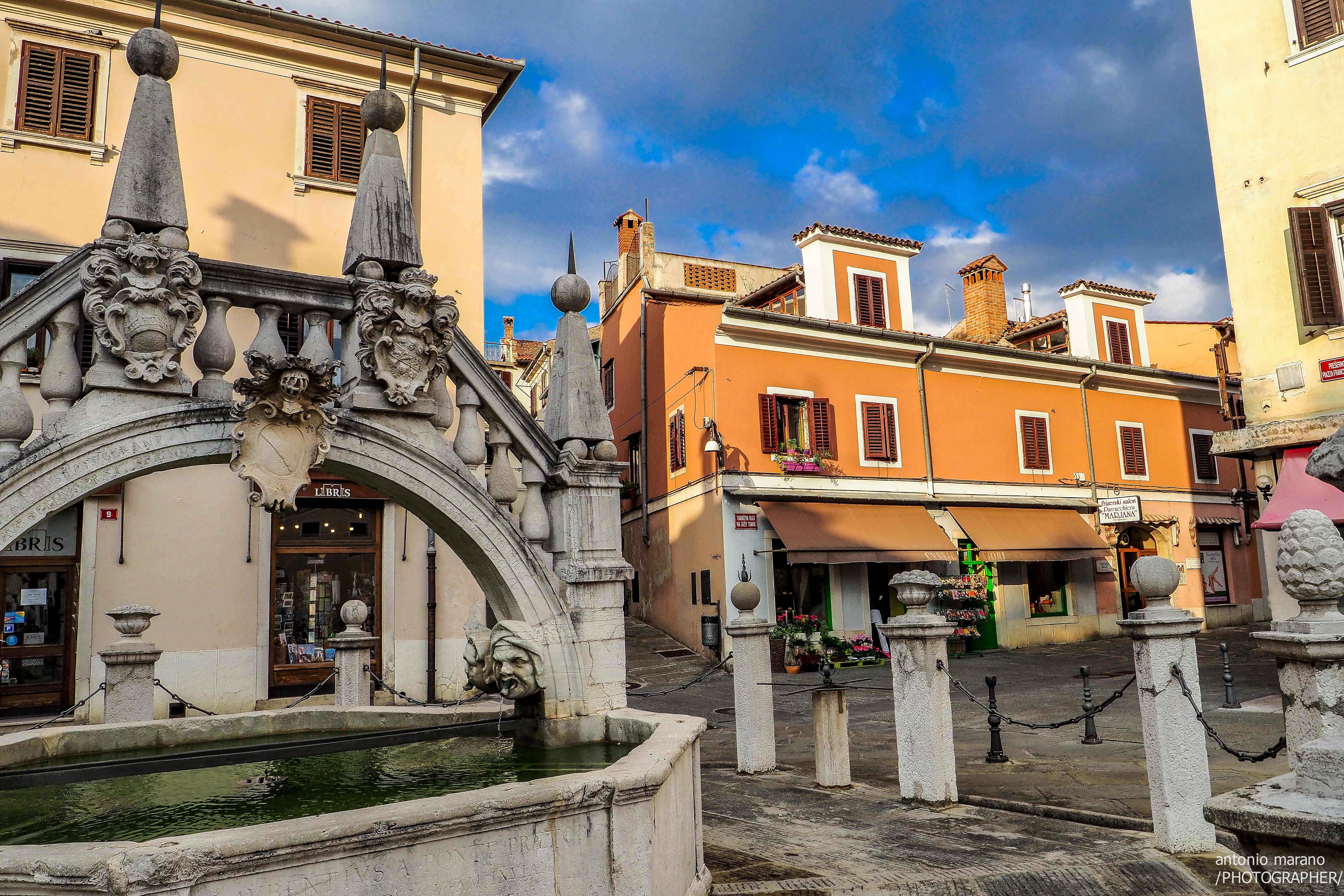
Фонтан Да Понте
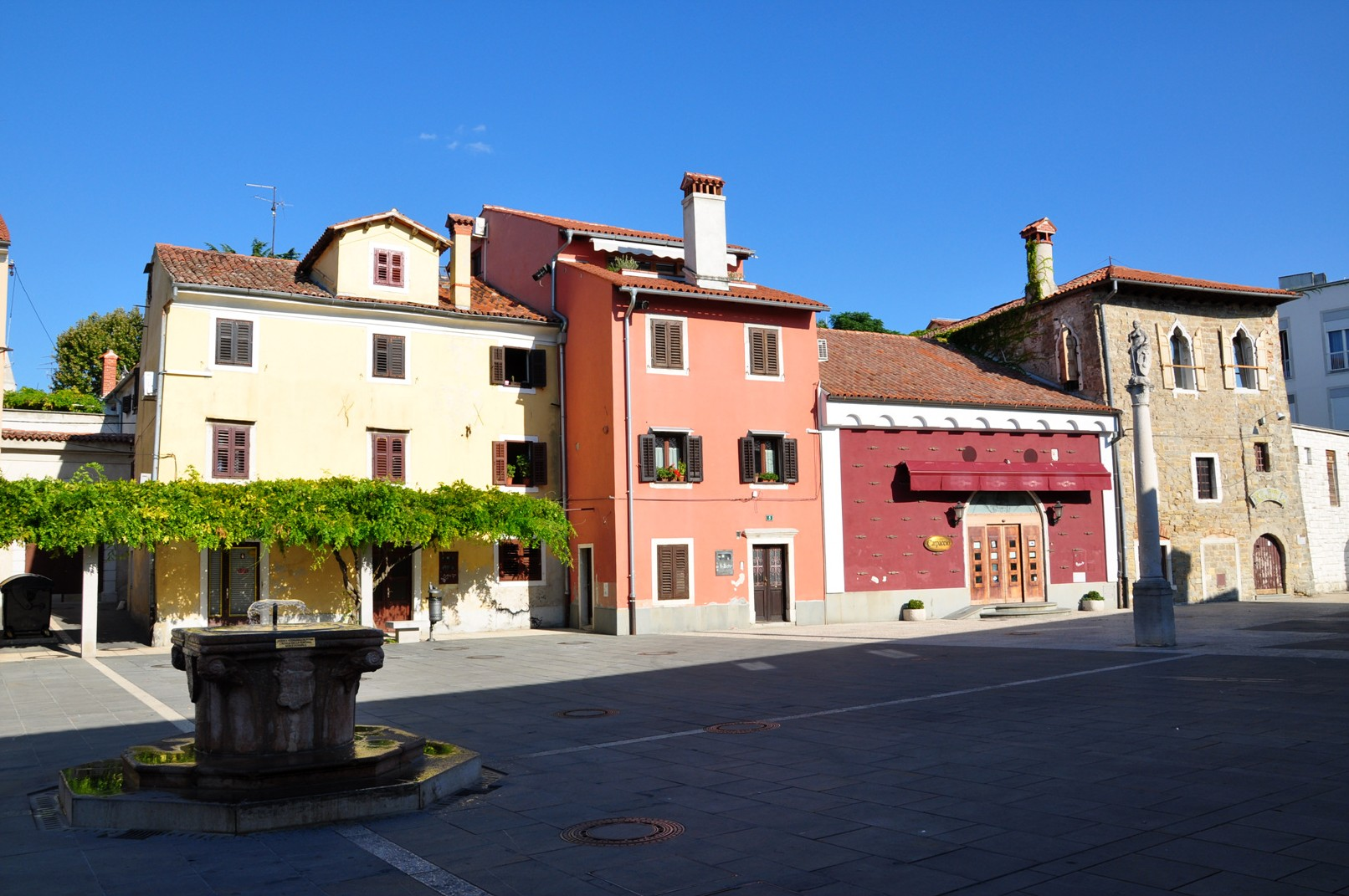
Фонтан біля будинку Вітторе Карпаччіо
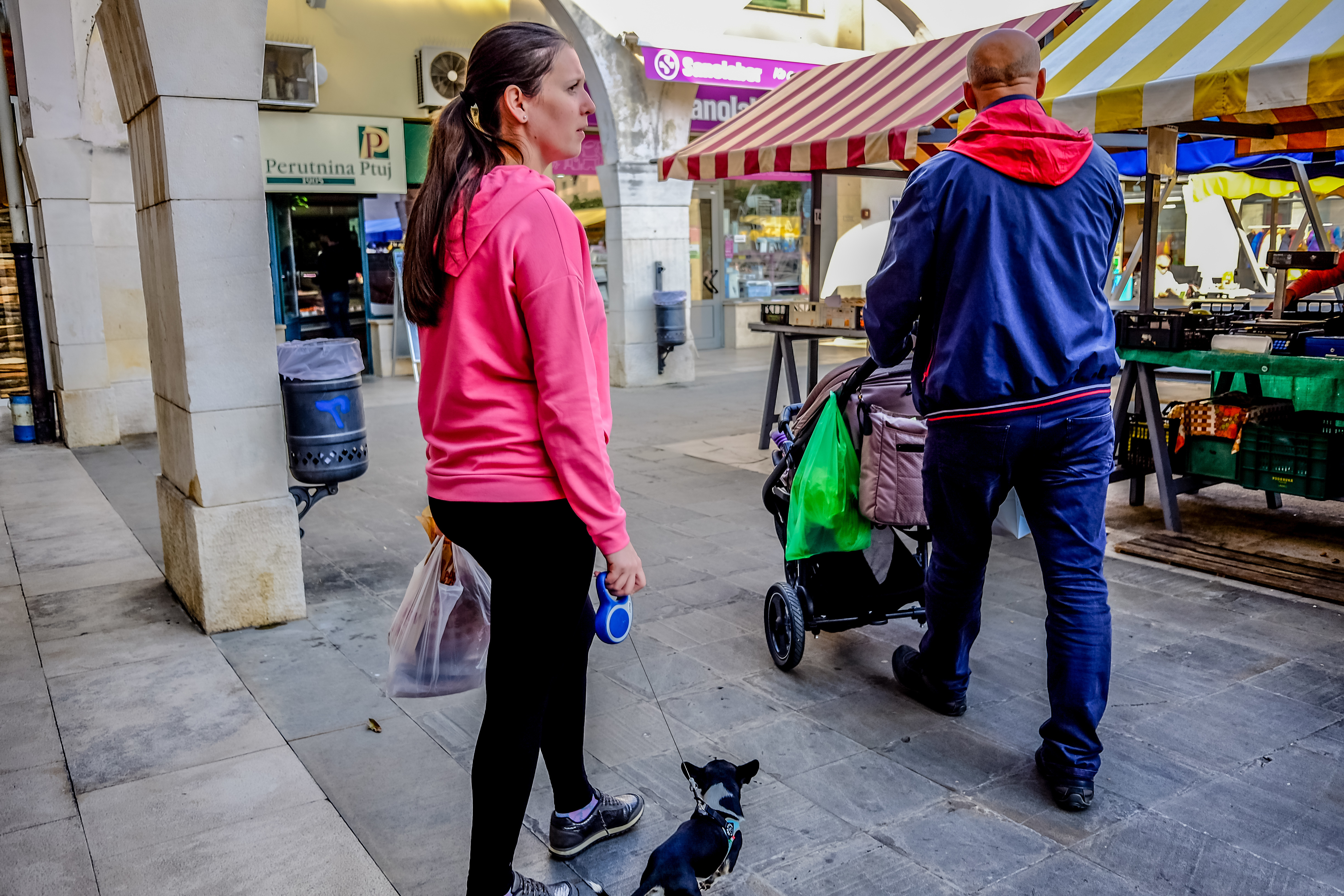
Жителі міста на базарі
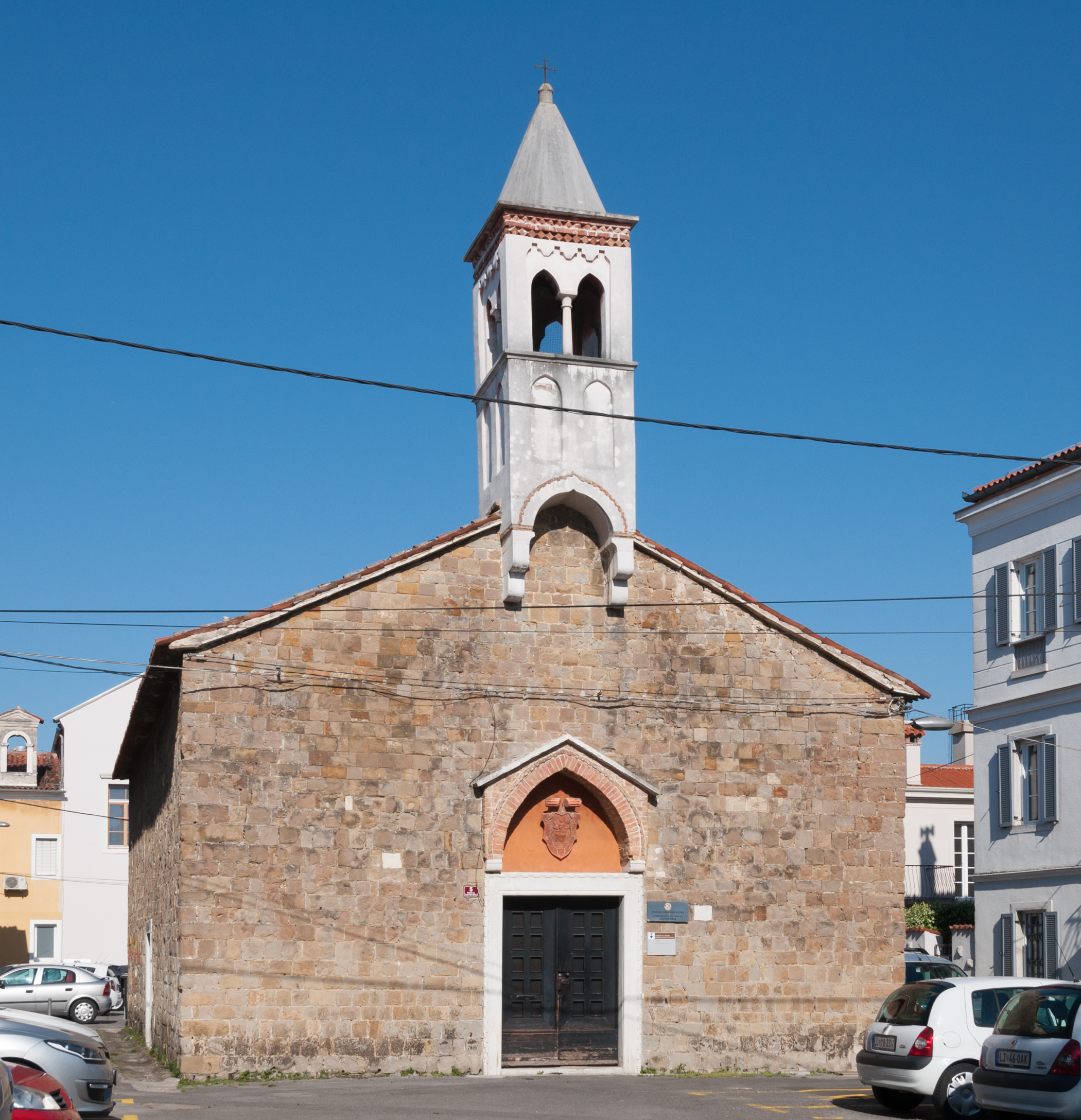
Церква Святого Якова
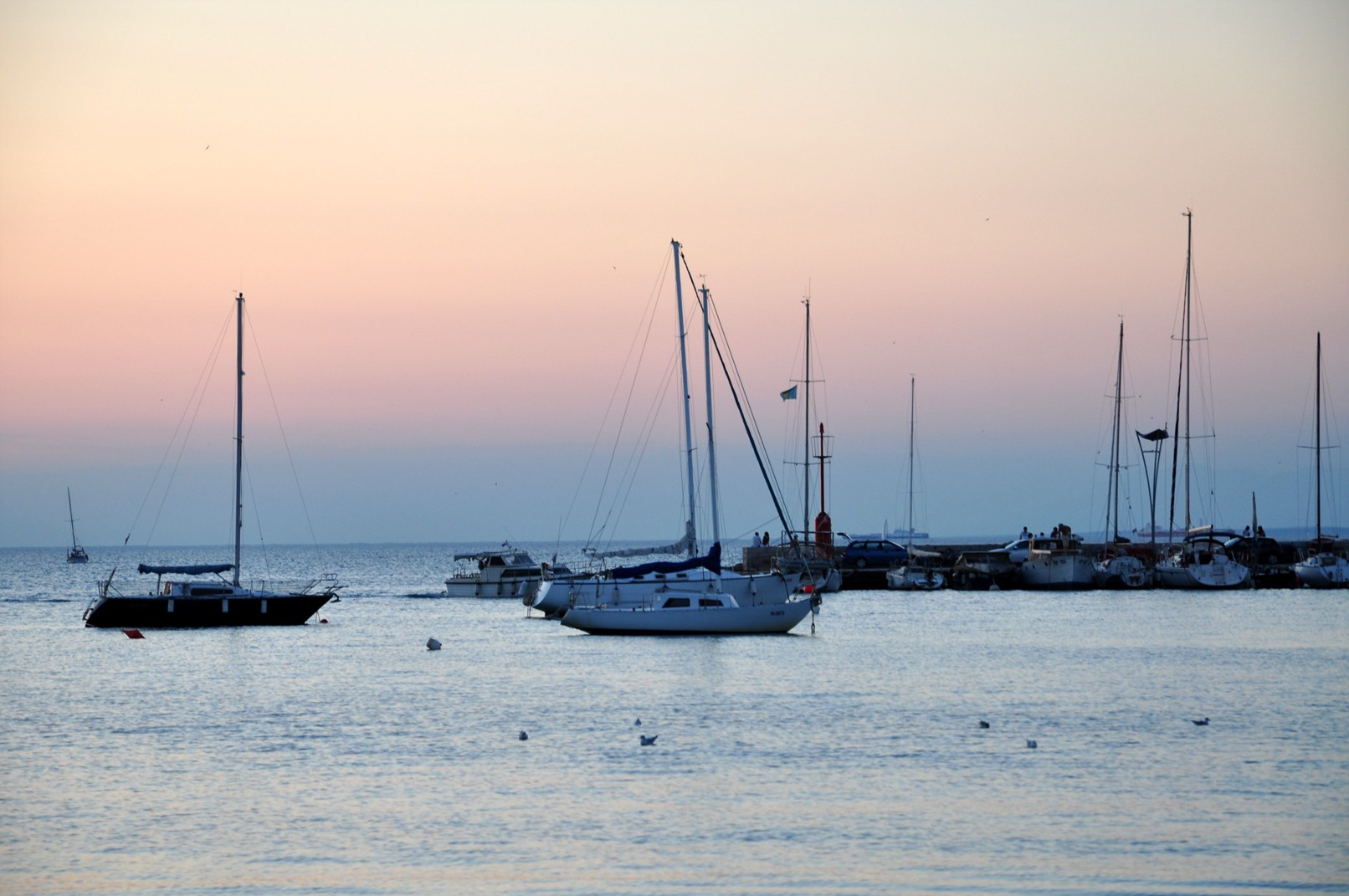
Яхти в порту
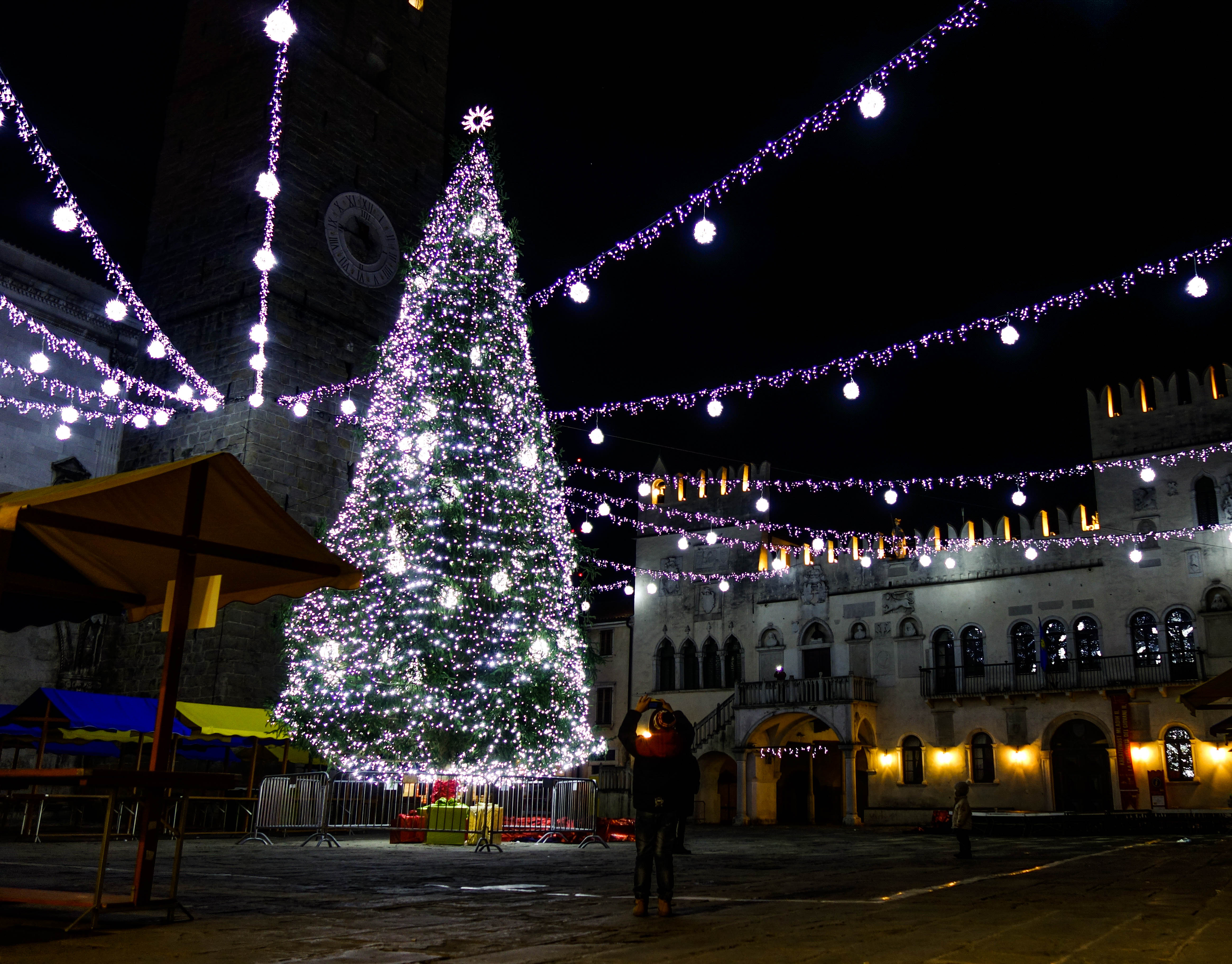
Новорічна ялинка в центрі міста
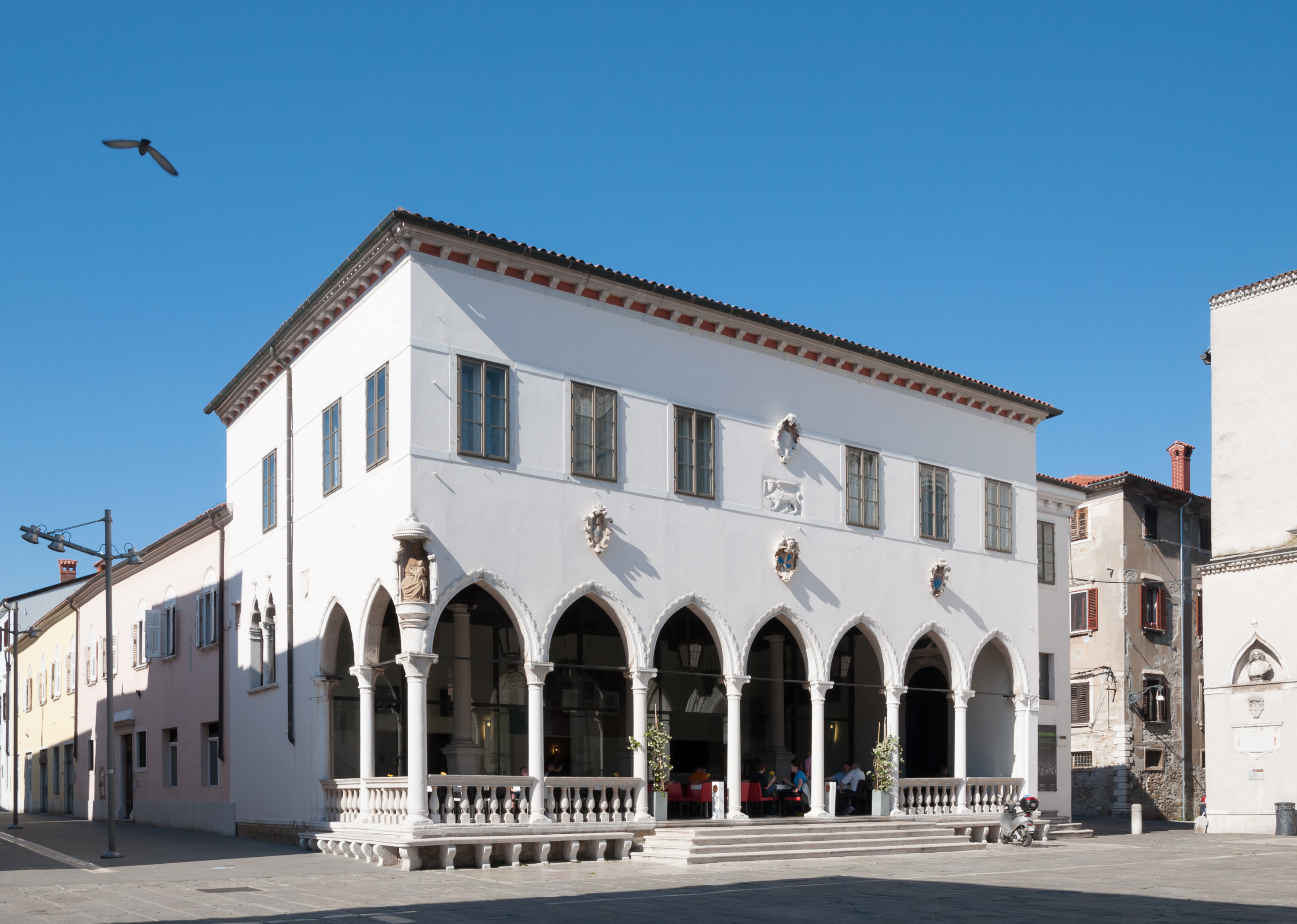
Loggia Koper